# Доррінгтон (Каліфорнія)
Доррінгтон (англ. Dorrington) — переписна місцевість (CDP) в США, в окрузі Калаверас штату Каліфорнія. Населення — 519 осіб (2020).

## Географія
Доррінгтон розташований за координатами 38°17′40″ пн. ш. 120°16′12″ зх. д. / 38.29444° пн. ш. 120.27000° зх. д. (38.294369, -120.270062).  За даними Бюро перепису населення США в 2010 році переписна місцевість мала площу 9,47 км², з яких 9,46 км² — суходіл та 0,01 км² — водойми.

## Демографія
Згідно з переписом 2010 року, у переписній місцевості мешкало 609 осіб у 294 домогосподарствах у складі 191 родини. Густота населення становила 64 особи/км².  Було 1689 помешкань (178/км²).
Расовий склад населення:
| - 94,6 % — білих - 1,8 % — азіатів - 0,3 % — корінних американців - 0,2 % — вихідців з тихоокеанських островів |

До двох чи більше рас належало 3,0 %. Частка іспаномовних становила 5,4 % від усіх жителів.
За віковим діапазоном населення розподілялося таким чином: 12,5 % — особи молодші 18 років, 58,1 % — особи у віці 18—64 років, 29,4 % — особи у віці 65 років та старші. Медіана віку мешканця становила 57,6 року. На 100 осіб жіночої статі у переписній місцевості припадало 112,2 чоловіків;  на 100 жінок у віці від 18 років та старших — 114,9 чоловіків також старших 18 років.
Цивільне працевлаштоване населення становило 47 осіб. Основні галузі зайнятості: освіта, охорона здоров'я та соціальна допомога — 36,2 %, науковці, спеціалісти, менеджери — 27,7 %, роздрібна торгівля — 14,9 %, оптова торгівля — 10,6 %.